# Grand incendie de Vancouver
Le Grand incendie de Vancouver (en anglais : Great Vancouver Fire) est un incendie important qui a détruit le 13 juin 1886 la ville de Vancouver.